# چندچهره‌ای
چند چهره‌ای (انگلیسی: Multi-Facial) یک فیلم کوتاه به کارگردانی وین دیزل است که در سال ۱۹۹۵ منتشر شد. از بازیگران آن می‌توان به وین دیزل اشاره کرد.

## داستان
داستان این فیلم کوتاه در رابطه با مشکلاتی است که یک بازیگر در امتحانات ابتدایی تست بازیگری با آن مواجه است.